# Trusts Stadium
El Trusts Stadium es un estadio multipropósito situado en Waitakere, Auckland, Nueva Zelanda. Se trata de un estadio de usos múltiples que principalmente lleva a cabo eventos deportivos y conciertos musicales. El estadio fue inaugurado por el primer ministro Helen Clark el 11 de septiembre de 2004.
El arena ha acogido al New Zealand Breakers en el pasado y también ha acogido el Campeonato Mundial de Netball en noviembre de 2007. Tiene capacidad para 4901 personas y fue construido en 2004. Es el estadio de la franquicia de netball, además de ser el lugar donde el Waitakere United juega de local.